# ジェームズ・ラッセル
ジェームズ・クレイトン・ラッセル（James Clayton Russell, 1986年1月8日 - ）は、アメリカ合衆国オハイオ州シンシナティ出身の元プロ野球選手（投手）。左投左打。
父は、1989年にアメリカンリーグ最多セーブを記録し、通算186セーブを挙げたジェフ・ラッセル。

## 経歴

### プロ入りとカブス時代
テキサス大学オースティン校出身。2007年のMLBドラフト14巡目（全体427位）でシカゴ・カブスから指名され、プロ入り。
2010年4月5日のアトランタ・ブレーブス戦で3番手として登板し、メジャーデビューを果たした。
2012年はチーム2位の77試合に登板し、キャリア初セーブも記録した。

### ブレーブス時代
2014年7月31日にビクター・カラティーニとのトレードで、エミリオ・ボニファシオと共にブレーブスへ移籍した。
2015年3月29日に自由契約となった。

### カブス復帰
2015年4月8日にカブスとマイナー契約を結んだ。5月5日にメジャー契約となり、アクティブ・ロースター入りした。9月1日にDFAとなった後、3日に傘下のAAA級アイオワ・カブスへ配属された。10月6日にFAとなった。

### フィリーズ時代
2015年11月12日にフィラデルフィア・フィリーズとマイナー契約を結び、スプリングトレーニングに招待選手として参加することになった。
2016年4月2日にメジャー契約を結んで開幕ロースター入りしたが、20日にDFAとなった。4月22日に40人枠を外れる形で傘下のAAA級リーハイバレー・アイアンピッグスへ配属された。以降、シーズン終了までAAA級リーハイバレーでプレーした。10月6日にFAとなった。

### フィリーズ退団後
2017年2月15日にクリーブランド・インディアンスとマイナー契約を結び、スプリングトレーニングに招待選手として参加することになったが、開幕前に自由契約となり、独立リーグ・アメリカン・アソシエーションのテキサス・エアーホッグスと契約。7月9日にメキシカンリーグのユカタン・ライオンズへ移籍した。
2018年1月24日にデトロイト・タイガースとマイナー契約を結んだ。5月8日に解雇となった。5月23日にアトランティックリーグのシュガーランド・スキーターズと契約した。オフはメキシコのウィンターリーグに参加した。

### メキシカンリーグ時代
2019年4月4日にメキシカンリーグのティフアナ・ブルズと契約した。
2021年3月23日にトレードでラグナ・ユニオン・コットンファーマーズに移籍した。シーズン終了後に退団した。

## 投球スタイル
80～84mphのスライダーを中心に、88～92mphのフォーシーム、88～90mphのツーシーム、80～84mphのチェンジアップ、86～89mphのカッター、72～75mphのカーブを投げる。左打者にはスライダーとフォーシーム中心の組立てをし、右打者にはツーシーム、カッター、チェンジアップを投げる割合が増える。

## 詳細情報

### 年度別投手成績
| 年 度    | 球 団    | 登 板 | 先 発 | 完 投 | 完 封 | 無 四 球 | 勝 利 | 敗 戦 | セ 丨 ブ | ホ 丨 ル ド | 勝 率 | 打 者 | 投 球 回 | 被 安 打 | 被 本 塁 打 | 与 四 球 | 敬 遠 | 与 死 球 | 奪 三 振 | 暴 投 | ボ 丨 ク | 失 点 | 自 責 点 | 防 御 率 | W H I P |
| -------- | -------- | ----- | ----- | ----- | ----- | -------- | ----- | ----- | -------- | ----------- | ----- | ----- | -------- | -------- | ----------- | -------- | ----- | -------- | -------- | ----- | -------- | ----- | -------- | -------- | ------- |
| 2010     | CHC      | 57    | 0     | 0     | 0     | 0        | 1     | 1     | 0        | 6           | .500  | 219   | 49.0     | 55       | 11          | 11       | 0     | 4        | 42       | 2     | 0        | 37    | 27       | 4.96     | 1.35    |
| 2011     | CHC      | 64    | 5     | 0     | 0     | 0        | 1     | 6     | 0        | 6           | .143  | 292   | 67.2     | 76       | 12          | 14       | 4     | 2        | 43       | 1     | 0        | 37    | 31       | 4.12     | 1.33    |
| 2012     | CHC      | 77    | 0     | 0     | 0     | 0        | 7     | 1     | 2        | 13          | .875  | 292   | 69.1     | 67       | 5           | 23       | 7     | 1        | 55       | 1     | 1        | 28    | 25       | 3.25     | 1.30    |
| 2013     | CHC      | 74    | 0     | 0     | 0     | 0        | 1     | 6     | 0        | 19          | .143  | 214   | 52.2     | 46       | 7           | 18       | 6     | 1        | 37       | 1     | 0        | 21    | 21       | 3.59     | 1.22    |
| 2014     | CHC      | 44    | 0     | 0     | 0     | 0        | 0     | 2     | 1        | 5           | .000  | 142   | 33.1     | 24       | 3           | 16       | 2     | 1        | 26       | 1     | 0        | 14    | 13       | 3.51     | 1.20    |
| 2014     | ATL      | 22    | 0     | 0     | 0     | 0        | 0     | 0     | 0        | 1           | ----  | 96    | 24.1     | 21       | 0           | 4        | 1     | 0        | 16       | 0     | 0        | 6     | 6        | 2.22     | 1.03    |
| '14計    | ATL      | 66    | 0     | 0     | 0     | 0        | 0     | 2     | 1        | 6           | .000  | 238   | 57.2     | 45       | 3           | 20       | 3     | 1        | 42       | 1     | 0        | 20    | 19       | 2.97     | 1.13    |
| 2015     | CHC      | 49    | 0     | 0     | 0     | 0        | 0     | 1     | 1        | 8           | .000  | 148   | 34.0     | 42       | 3           | 9        | 2     | 0        | 20       | 0     | 0        | 24    | 20       | 5.29     | 1.50    |
| 2016     | PHI      | 7     | 0     | 0     | 0     | 0        | 0     | 0     | 0        | 1           | ----  | 27    | 4.1      | 9        | 2           | 5        | 0     | 0        | 4        | 0     | 0        | 9     | 9        | 18.69    | 3.23    |
| MLB：7年 | MLB：7年 | 394   | 5     | 0     | 0     | 0        | 10    | 18    | 4        | 59          | .357  | 1430  | 334.2    | 340      | 44          | 100      | 22    | 9        | 243      | 6     | 1        | 176   | 152      | 4.09     | 1.32    |

- 2017年度シーズン終了時

### 背番号
- 40（2010年 - 2014年途中、2015年 - 2016年）
- 51（2014年途中 - 同年終了）